# Isopora elizabethensis
Espèce
Statut de conservation UICN

 DD  : Données insuffisantes
Isopora elizabethensis est une espèce de coraux appartenant à la famille des Acroporidae.